# Župnija Ljubljana - Šiška
Župnija Ljubljana - Šiška je rimskokatoliška župnija v Šiški, ki spada pod dekanijo Ljubljana - Šentvid nadškofije Ljubljana.
Župnijska cerkev je cerkev sv. Frančiška.

## Zgodovina
Zgodovina župnije se prične 4. oktobra 1927, ko je bila posvečena cerkev sv. Frančiška. Ob isti priložnosti je takratni ljubljanski škof dr. Anton Bonaventura Jeglič razglasil Šiško za ekspozituro župnije Marijinega oznanjenja z vsemi pravicami župnije. Leta 1961 je postala samostojna župnija.
V sklopu župnije deluje tudi Verski center gluhih in naglušnih.

## Objekti
V župniji se trenutno nahajajo naslednji župnijski objekti:
- cerkev sv. Frančiška (župnijska cerkev)
- cerkev sv. Jerneja (podružnična cerkev)
- Frančiškanski samostan Šiška
- Frančiškov študentski dom Šiška
- župnišče